# Pilea semisessilis
Pilea semisessilis är en nässelväxtart som beskrevs av Hand.-mazz.. Pilea semisessilis ingår i släktet pileor, och familjen nässelväxter. Inga underarter finns listade i Catalogue of Life.